# St. Bartholomäus (Heuberg)

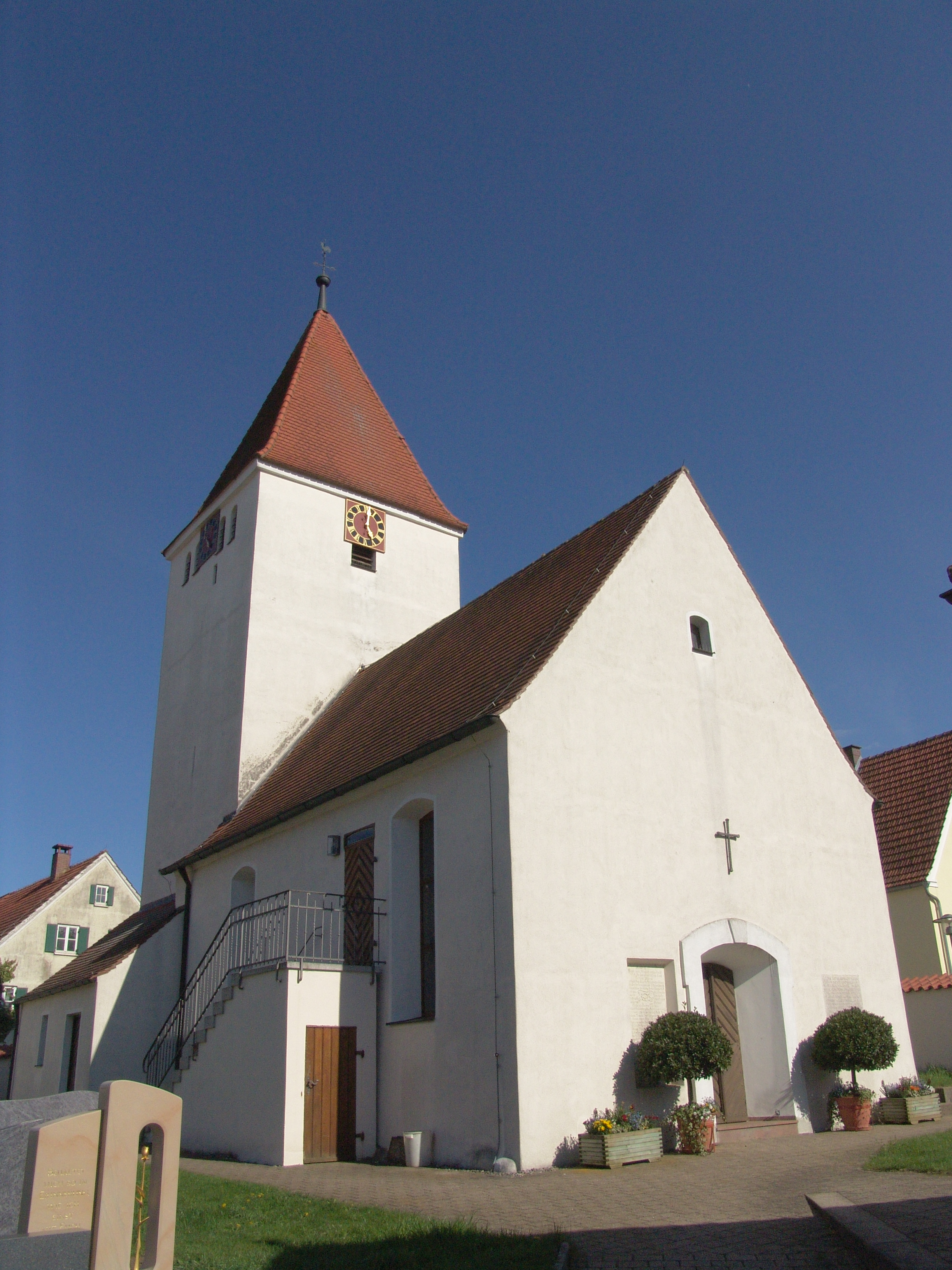
St. Bartholomäus in Heuberg

Die evangelisch-lutherische Pfarrkirche St. Bartholomäus steht in Heuberg, einem Stadtteil von Oettingen im schwäbischen Landkreis Donau-Ries in Bayern. Das Bauwerk ist in der Liste der Baudenkmäler in Oettingen in Bayern als Baudenkmal unter der Nr. D-7-79-197-141 eingetragen. Die Kirche gehört zum Evangelisch-Lutherischen Dekanat Donau-Ries des Kirchenkreises Augsburg der Evangelisch-Lutherischen Kirche in Bayern.

## Beschreibung
Die Saalkirche wurde um 1323 erbaut und 1624 umgestaltet. Sie besteht aus einem Langhaus und einem Chorturm im Osten und der um 1500 an die Nordwand des Chorturms angebauten Sakristei. Der Chorturm wurde mit einem Geschoss aufgestockt, das die Turmuhr und hinter den 2018 vergrößerten Klangarkaden den Glockenstuhl mit vier Kirchenglocken beherbergt, und mit einem Pyramidendach bedeckt. Der Innenraum des Langhauses ist mit einer Flachdecke überspannt, der des eingezogenen, quadratischen Chors im Erdgeschoss des Chorturms mit einem Kreuzgratgewölbe. Die Malereien im Chor aus der Bauzeit mit der Darstellung der Evangelistensymbole wurden 1955 freigelegt. Von Michael Maschka entstanden 1998 eine Wandmalerei mit der Darstellung des Apostels Bartholomäus und eine Deckenmalerei mit der Darstellung der Taube als Symbol des Heiligen Geistes.